# Paris-Roubaix 1974
Paris-Roubaix 1974 a fost a 72-a ediție a Paris-Roubaix, o cursă clasică de ciclism de o zi din Franța. Evenimentul a avut loc pe 7 aprilie 1974 și s-a desfășurat pe o distanță de 274 de kilometri de la Compiègne până la velodromul din Roubaix. Câștigătorul a fost Roger De Vlaeminck din Belgia de la echipa Brooklyn.

## Rezultate
| Loc | Concurent                 | Echipă                         | Timp       |
| --- | ------------------------- | ------------------------------ | ---------- |
| 1   | Roger De Vlaeminck (BEL)  | Brooklyn                       | 7h 17' 26" |
| 2   | Francesco Moser (ITA)     | Filotex                        | + 57"      |
| 3   | Marc Demeyer (BEL)        | Carpenter–Confortluxe–Flandria | + 1' 24"   |
| 4   | Eddy Merckx (BEL)         | Molteni                        | + 1' 24"   |
| 5   | Eric Leman (BEL)          | MIC–Ludo–de Gribaldy           | + 1' 24"   |
| 6   | André Dierickx (BEL)      | Merlin Plage–Shimano–Flandria  | + 1' 24"   |
| 7   | Freddy Maertens (BEL)     | Carpenter–Confortluxe–Flandria | + 4' 26"   |
| 8   | Herman Van Springel (BEL) | MIC–Ludo–de Gribaldy           | + 4' 26"   |
| 9   | Herman Vrijders (BEL)     | MIC–Ludo–de Gribaldy           | + 4' 26"   |
| 10  | Michel Périn (FRA)        | Gan–Mercier–Hutchinson         | + 4' 26"   |